# Ormeignies
Ormeignies is een dorp in de Belgische provincie Henegouwen, en een deelgemeente van de Waalse stad Aat. In het westen van de deelgemeente ligt nog het dorpje Autreppe.

## Geschiedenis
Ormeignies was een zelfstandige gemeente, tot die bij de gemeentelijke herindeling van 1977 toegevoegd werd aan de gemeente Aat.

## Bezienswaardigheden
- De Sint-Ursmaruskerk (Église Saint-Ursmer) is een classicistisch kerkgebouw van 1777-1778, gebouwd in baksteen met natuurstenen sierelementen. Het kerkmeubilair is hoofdzakelijk 18e-eeuws, maar er zijn ook enkele gotische beelden uit de 15e en 16e eeuw.
- Het Kasteel van Ormeignies werd in 1866 herbouwd na een brand. Na 1934 werd het gebouw verwaarloosd en verviel tot ruïne. Ook het omringende landschapspark werd verwaarloosd en een deel ervan werd landbouwgrond.

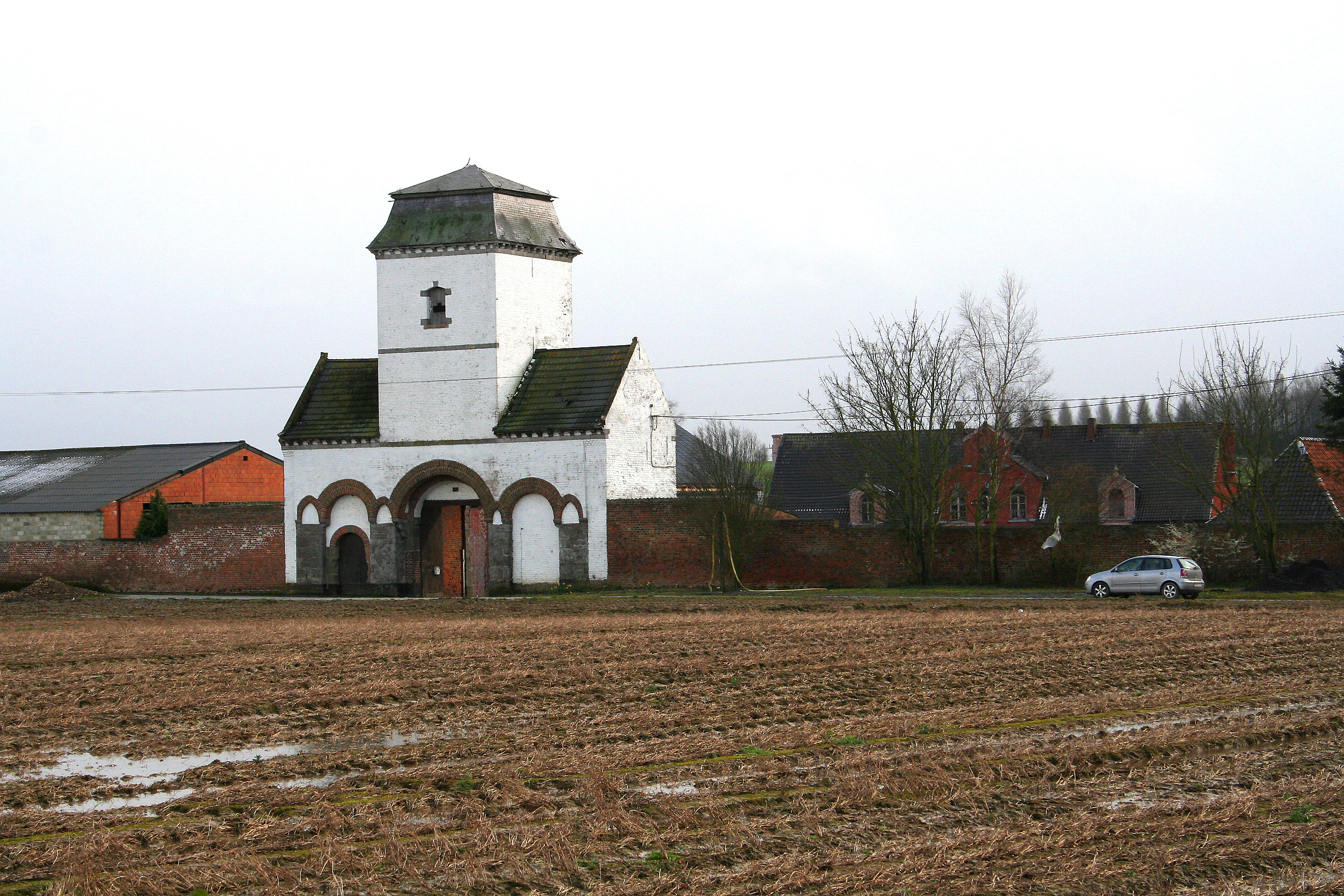
De boerderij van de Grande Rosière (18de eeuw).
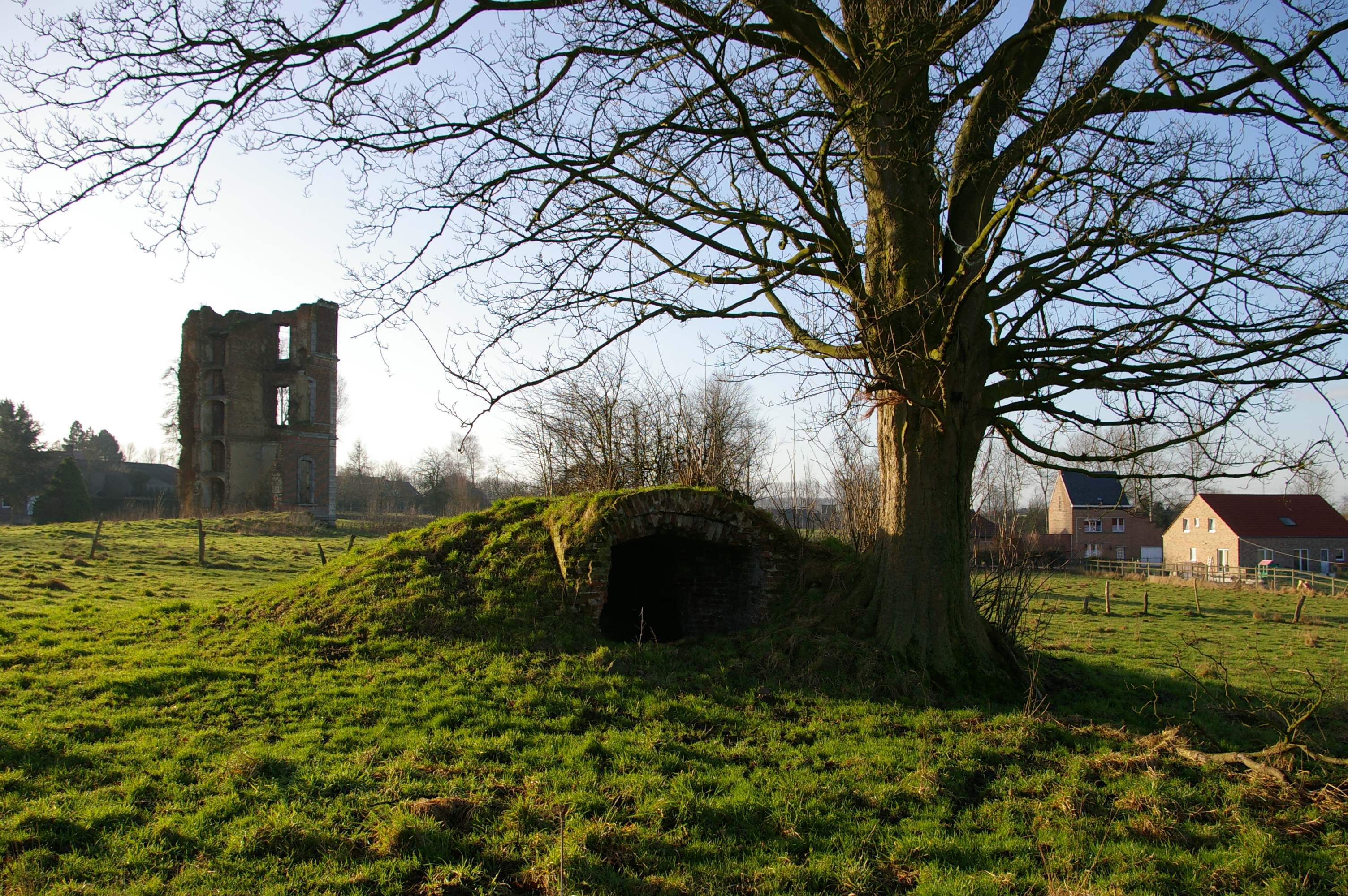
Ruïnes van het kasteel
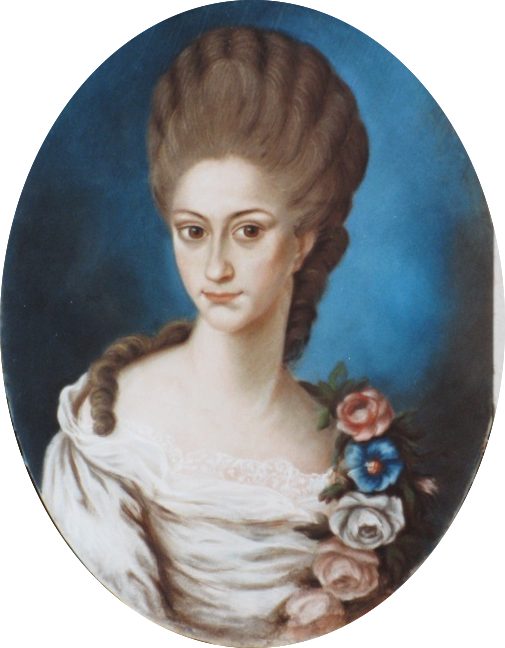
Angélique de Rouillé

## Natuur en landschap
In het zuidoosten liggen enkele kleine bossen, namelijk het Bois du Jardin en het Bois du Roi. De hoogte aan de kerk bedraagt 64 meter.

## Demografische ontwikkeling
- Bronnen:NIS, Opm:1831 tot en met 1970=volkstellingen, 1976= inwoneraantal op 31 december

## Politiek
Ormeignies had een eigen gemeentebestuur en burgemeester tot de fusie van 1977. Burgemeesters waren:
- 1953-1976 : Jean Picron

## Nabijgelegen kernen
Autreppe, Tongre-Notre-Dame, Tongre-Saint-Martin, Aat, Villers-Notre-Dame